# 大和田凱斗
大和田 凱斗（おおわだ かいと、1998年4月15日 - ）は、日本の元子役。ジョビィキッズプロダクションに所属していた。大和田唯斗とは双子である。

## 出演

### テレビドラマ
- 女王の教室（2005年、日本テレビ）
- 終りに見た街（2005年、テレビ朝日）
- 紅の紋章（2006年、フジテレビ）
- きらきら研修医 第1話・2話（2007年1月、TBS）かいと 役
- 菊次郎とさき（2007年、テレビ朝日）北野武 役
- バッテリー（2008年、NHK）健太 役

### CM
- 東ハト 暴君ハバネロ
- 松下電器産業 はじめて篇
- DoCoMo ビジョン
- マクドナルド ハッピーセット 不思議な想像篇
- マクドナルド ハッピーセット 流星のロックマン篇
- 小学館 なんでもそくていだん編
- ネスレ キットカット

### スチル
- AERA with kids2007夏号（2007年、表紙）